# Associação Comercial da Bahia
Associação Comercial da Bahia (ACB) é uma associação patronal brasileira criada no dia 15 de julho de 1811, pelo oitavo Conde dos Arcos, sendo a mais antiga do país. Foi fundada com o nome de Praça do Comércio da Bahia, com o qual permaneceu até 1840. Também foi tratada inicialmente como "a Bolsa" por também abrigar operações financeiras (para além das comerciais), se tornando a primeira bolsa de valores do Brasil.
O edifício em que está sediada é um palácio em estilo neoclássico que foi inaugurado numa solenidade em 28 de janeiro de 1817 e possui valor histórico e turístico. Atualmente o palácio, que abrigava atividades públicas e privadas, não agrega nenhum serviço que não seja da própria ACB.[carece de fontes?]